# Čtyři mušketýři

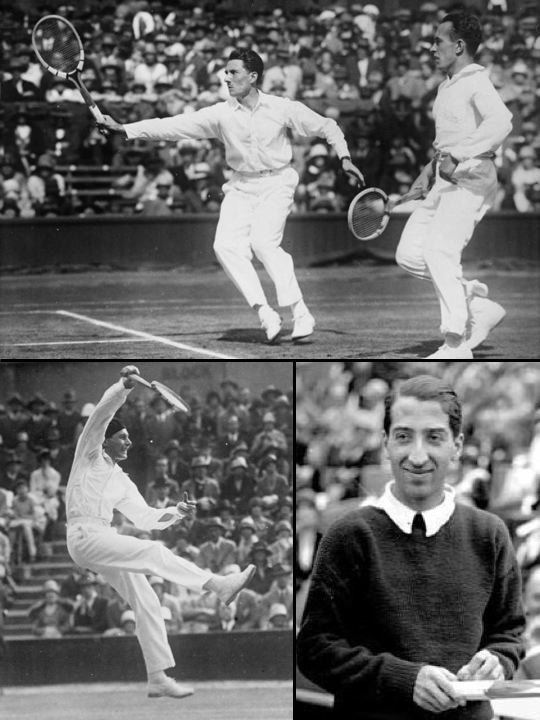
Čtyři mušketýři
Jacques Brugnon • Henri Cochet
Jean Borotra • René Lacoste

Čtyři mušketýři, také francouzští mušketýři (francouzsky: Les Quatre Mousquetaires) je označení pro čtyři tehdy nejlepší tenisty Francie, kteří ve druhé polovině 20. let 20. století vytvořili nejslavnější kapitolu francouzského tenisu, když získali 20 Grand Slamů ve dvouhře a 23 ve čtyřhře. Pojmenování vzniklo po populárním filmovém zpracování z dvacátých let podle nejslavnějšího románu Alexandra Dumase Tři mušketýři.
Ve Wimbledonu v letech 1924–1929 byli, až na jedinou výjimku, vždy ve finále oba francouzští hráči, v období 1927–1932 zvítězili šestkrát na US Open, ve stejné době dovedli šestkrát v řadě daviscupové družstvo Francie k zisku salátové mísy. V roce 1927 byl pohár pro vítěze mužské dvouhry French Open pojmenován na jejich počest jako Coupe des Mousquetaires (Pohár mušketýrů).
čtveřici mušketýrů tvořili
- Jean Borotra (1898-1994)
- Jacques Brugnon (1895-1978)
- Henri Cochet (1901-1987)
- René Lacoste (1904-1996)

Všichni se dožili vysokého věku, nejméně 83 let, a v roce 1976 byli najednou uvedeni do Mezinárodní tenisové síně slávy.
noví čtyři mušketýři
Za „nové mušketýry“ (Nouveaux Mousquetaires nebo néo-Mousquetaires) označil časopis L'Équipe čtveřici současných francouzských tenistů, kterými jsou  Gilles Simon, Richard Gasquet, Jo-Wilfried Tsonga a Gaël Monfils. Tento příměr  následně přijal francouzský tisk. V roce 2008 se poprvé od zavedení žebříčku ATP (1973) dostali tito čtyři hráči najednou mezi nejlepších dvacet tenistů hodnocení (TOP 20).